# Шманаево
Шманаево — деревня в Ступинском районе Московской области. Входит в сельское поселение Леонтьевское.

## География
Шманаево расположено на востоке района, у границы с Коломенским, на безымянном ручье бассейна реки Осёнки (приток реки Северки), высота центра деревни над уровнем моря — 158 м. Ближайшие населённые пункты: Мякинино — около 1 км на юг, Ивантеево в 1, км на юго-запад и Субботово, Коломенского района, в 1 километре на юго-восток, в деревне расположена пассажирская платформа Шубатово Большого кольца Московской железной дороги.

## История
До 2006 года входила в Алфимовский сельский округ).

## Население
| 2002 | 2006 | 2010 |
| ---- | ---- | ---- |
| 9    | ↗10  | ↘8   |

## Инфраструктура
На 2015 год Шманаево, фактически, дачный посёлок: при 8 жителях в деревне 3 улицы 2 переулка, впервые упоминается в 1577 году, как деревня Ошьманаева.